# Linthebene

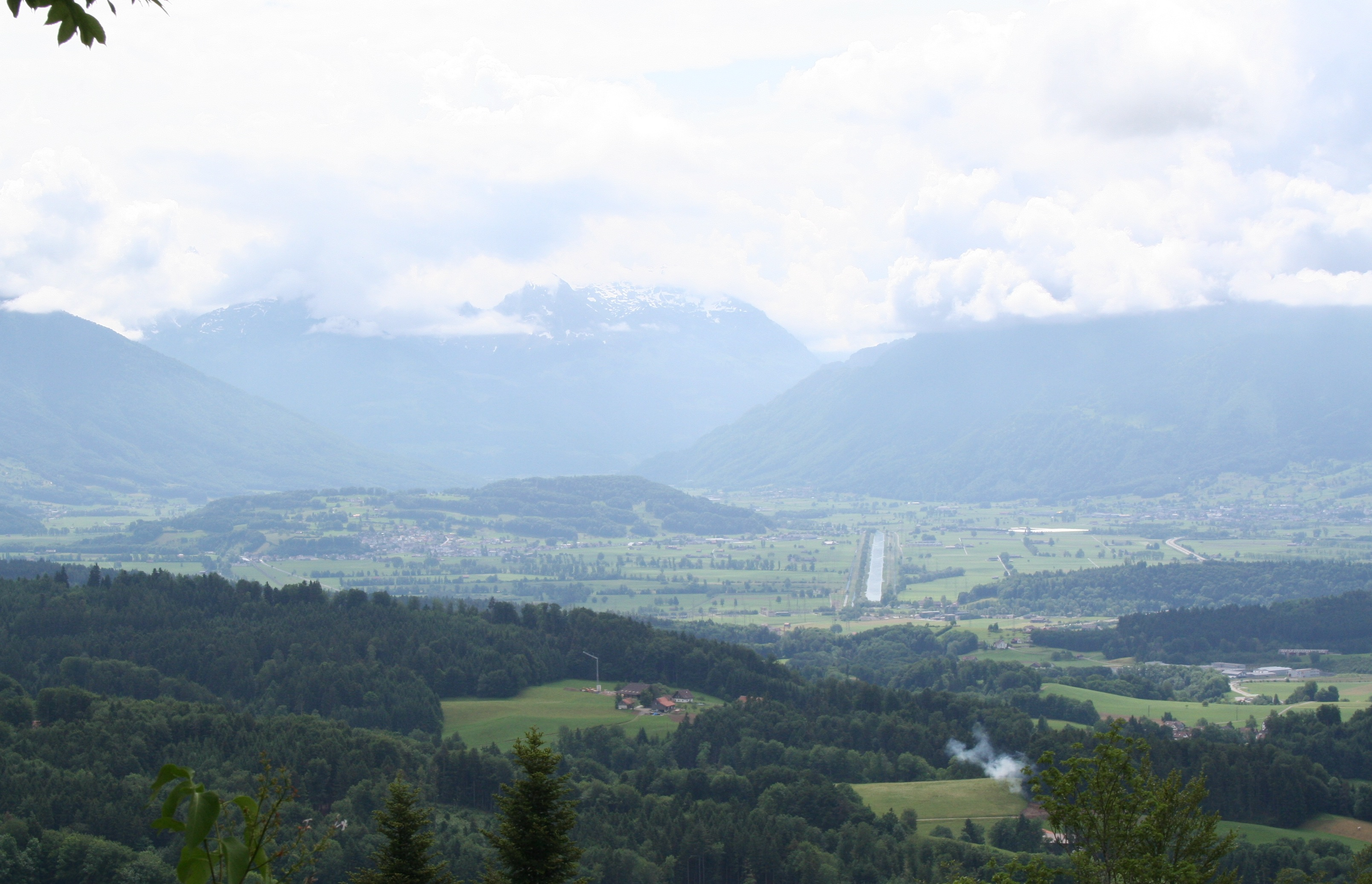
Linthebene mit dem Benkner Büchel, vom Bachtel aus gesehen

Die Linthebene ist eine geographische Region in der Ostschweiz zwischen dem Zürichsee und dem Walensee, die nach dem Fluss Linth benannt ist. Politisch gehört die Region zu den Kantonen Schwyz, St. Gallen und Glarus.
Die rechtsseitige Linthebene gehört zum Kanton St. Gallen und bildet einen Teil der Region Gaster und See. Zum Gaster gehören die Dörfer Weesen, Schänis, Rufi, Maseltrangen, Kaltbrunn, Benken. Nicht zum Gaster gezählt werden Uznach und Schmerikon, sie liegen teilweise in der Linthebene und gehören zum ehemaligen Bezirk See.
Die linksseitige Linthebene gehört im unteren Teil zum Kanton Schwyz und ist Teil der Region March. Sie umfasst die Dörfer Tuggen, Schübelbach, Buttikon und Reichenburg. Der obere Teil der linksseitigen Linthebene mit den Dörfern Bilten, Niederurnen, Oberurnen, Näfels und Mollis gehört zum Kanton Glarus.

## Geschichte
Nach der letzten Eiszeit waren der Zürichsee und der Walensee miteinander verbunden, die heutige Linthebene war mit Wasser bedeckt. Als Inseln existierten damals schon die heutigen Hügel Buchberg, Gasterholz und Benkner Büchel. Durch Geschiebeablagerungen der verschiedenen seitlich in die Ebene fliessenden Gewässer, vor allem des Flusses Linth, verlandete die Linthebene zunehmend. Im Frühmittelalter waren Zürich- und Walensee bereits getrennt. Der Obersee ragte jedoch noch weit in die Ebene hinein und bildete zwischen Tuggen und Benken den Tuggenersee, der um 1550 endgültig verlandete.

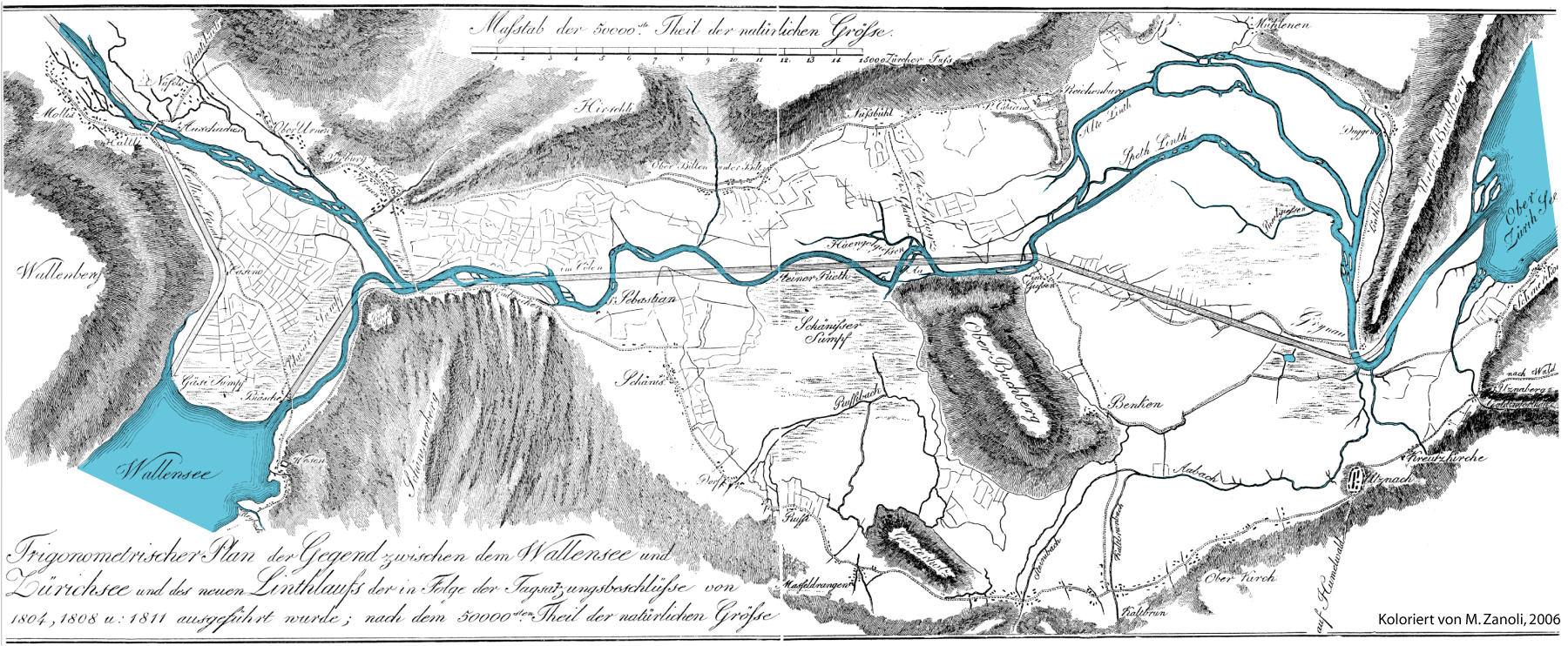
Stich der Linthebene um 1811; nachkoloriert der alte Linthlauf

Die Linth floss ursprünglich direkt von Mollis nach Ziegelbrücke, wo sie mit der Maag, dem natürlichen Abfluss des Walensees, zusammentraf. Seit der Linthkorrektion von 1807–1822 unter Hans Conrad Escher von der Linth mündet die Linth nun über den Escherkanal in den Walensee. Der Abfluss des Walensees wird über den Linthkanal direkt in den Zürichsee geleitet. Die Linth verzweigte sich ursprünglich in der Ebene nach Niederurnen und Mollis in zahlreiche Seitenarme. Daher konnte sie zur Herstellung der in der Industrie benötigten Energie nicht genutzt werden. Aus diesem Grund beschränkte sich die frühe Industrialisierung auf das Glarnerland. Die Linthebene blieb eher landwirtschaftlich geprägt.

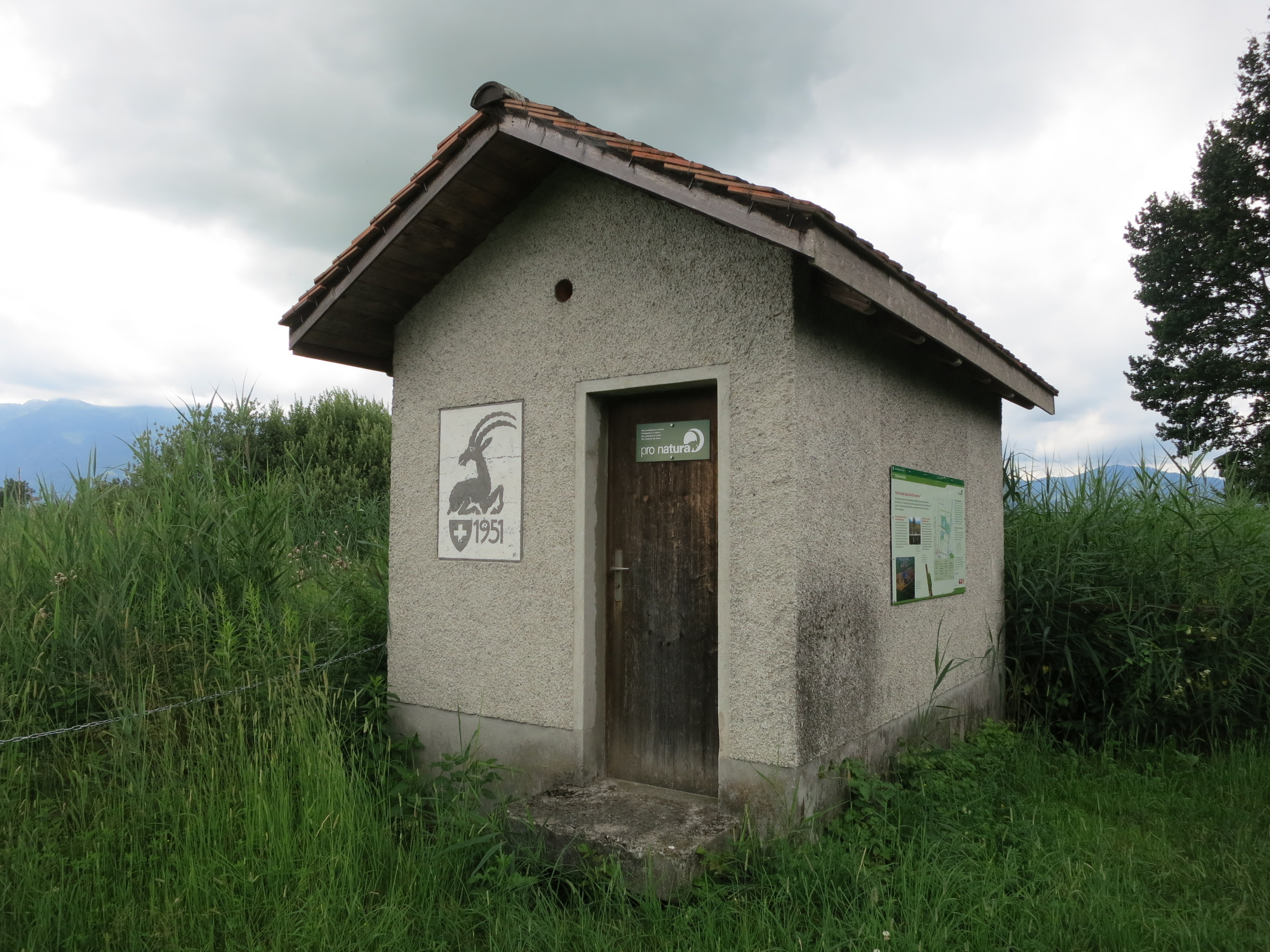
Kaltbrunner Riet

Ab dem 18. Jahrhundert wurde immer wieder erwähnt wie fruchtbar die Linthebene früher war. Durch immer wiederkehrende enorme Überschwemmungen sei die Ebene versumpft. Dies führte zu Ernteausfällen, Armut und Krankheiten. Diese Aussagen waren Halbwahrheiten und sollten dem breiten Publikum die Not der Gegend und ihrer Bewohner vor Augen führen, um die geplante Linthkorrektion realisieren zu können. Tatsächlich kann die Ebene der Linth schon wegen ihrer Entstehungsgeschichte als verlandeter See und den damit verbundenen schlechten Böden nicht für die Landwirtschaft genutzt worden sein. Auch nach der Korrektion der Linth wurde die Ebene nicht trockengelegt, sondern weiter zur Gewinnung von Streu aus Schilf sogar künstlich bewässert. Der Bau der Linthdämme diente ausschliesslich dem Schutz vor unkontrollierten Überschwemmungen.
Reste der ursprünglichen Riedlandschaft sind das Kaltbrunner Riet und die Grosse Allmeind in Schmerikon.

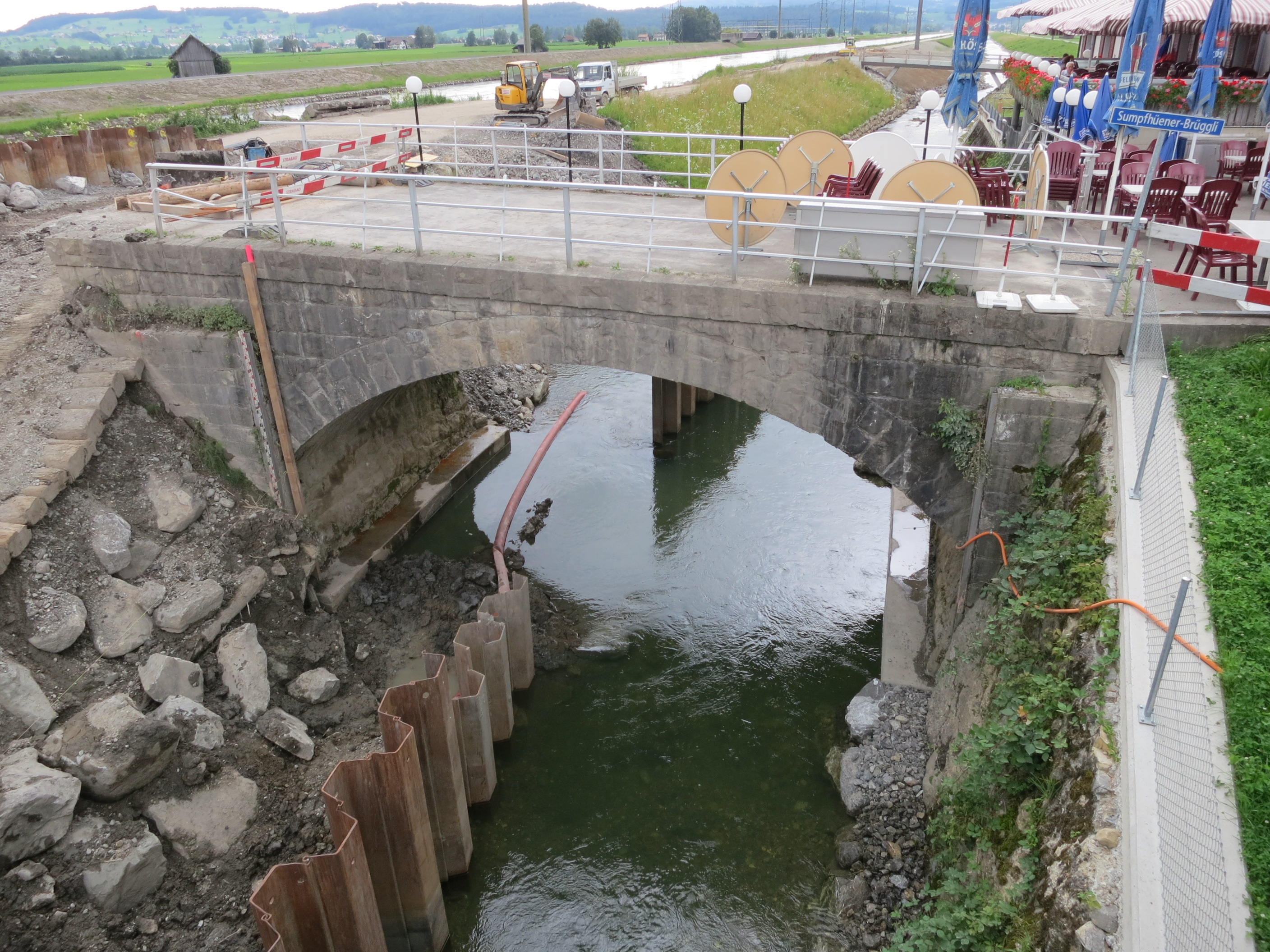
Hochwasserschutz Linth 2000: Bauarbeiten bei der alten Brücke Benken-Giessen von 1888

Im Zweiten Weltkrieg wurde die militärische Überflutung der Linthebene vorbereitet, weil die Linthebene ein strategisch wichtiger Teil der militärischen Verteidigungslinie der Schweizer Armee gegen einen gegnerischen Einfall von Norden war. Die geplante Überschwemmung und Versumpfung hätte den mittelalterlichen Tuggenersee wieder entstehen lassen.
Die Trockenlegung der Linthebene im Rahmen der Linthmelioration ab 1937 sollte der Gewinnung von fruchtbarem Ackerland dienen. Insbesondere während des Zweiten Weltkriegs genoss nämlich die Erschliessung von zusätzlichem Land für die Landwirtschaft im Rahmen der „Anbauschlacht“ eine hohe Priorität, um die Versorgung der Schweiz mit Nahrungsmitteln sicherzustellen. Die erhofften Wundererträge stellten sich jedoch nie ein, da die durch Drainage trockengelegten Böden sich nicht für Ackerbau eignen. Bis heute wird das gewonnene Landwirtschaftsland deshalb nur zur Beweidung, zur Grasgewinnung oder für den Anbau von Futtergetreide genutzt. Die Schattenseiten der Melioration sind die allerorten auftretende Bodenverdichtung als Folge der Senkung des Grundwasserspiegels – teilweise senkte sich der Boden um bis zu 2 m – und das Artensterben. Seit den 1980er Jahren hat sich der Boden soweit gesenkt, dass eine neuerliche Versumpfung droht. Eine weitere Verstärkung der Grundwasser-Abpumpstationen wird das Problem kaum beheben können, da die Ebene unter das Niveau des Zürichsees abzusinken droht.
Die Sanierung des Linthwerks (Linthkorrektion 1807–1822) fand unter dem Namen Projekt Hochwasserschutz Linth 2000 von 2008 bis Ende 2013 statt. Das Projekt umfasste Arbeiten im Dienste der Sicherheit von Mensch und Tier, der Entfaltung der Natur und der Naherholung.